# Kerețkî, Svaleava
Kerețkî (în ucraineană Керецьки) este o comună în raionul Svaleava, regiunea Transcarpatia, Ucraina, formată numai din satul de reședință.

## Demografie
Componența lingvistică a comunei Kerețkî
     Ucraineană (98,59%)
     Alte limbi (0,79%)
Conform recensământului din 2001, majoritatea populației comunei Kerețkî era vorbitoare de ucraineană (98,59%), existând în minoritate și vorbitori de alte limbi.